# デス・ショット
『デス・ショット』（原題：Reprisal）は、2018年のアメリカ合衆国のアクションスリラー映画。監督はブライアン・A・ミラー、出演はブルース・ウィリス、フランク・グリロ、ジョナサン・シェック、オリビア・カルポ。原題の「Reprisal」は「報復」を指す英語。

## テレビ放送
| 回数 | テレビ局   | 番組名（放送枠名） | 放送日        | 放送時間    |
| ---- | ---------- | ------------------ | ------------- | ----------- |
| 1    | テレビ東京 | サタ☆シネ          | 2021年7月10日 | 27:15-29:00 |

## ストーリー
銀行員のジェイコブは愛する妻と娘と幸せに暮らしていたが、娘は糖尿病を患っていた。そんなある日、ジェイコブの勤める銀行が武装強盗に襲われる。この事件を捜査するFBIは銀行内部に犯人の共犯者がいると睨み、その疑いをジェイコブにかける。ジェイコブは疑いを晴らすため、隣人で元警察官のジェームスの協力を得ながら、独自に捜査を開始する。そして犯人の次なる犯行を食い止めたジェイコブだったが、それが原因で彼の妻と娘は犯人に誘拐されてしまう。怒りに燃えるジェイコブは、妻と娘を助け出すため奔走する。

## キャスト
※括弧内は日本語吹替
- ジェームス - ブルース・ウィリス（樋浦勉）
- ジェイコブ - フランク・グリロ（関口雄吾）
- ガブリエル - ジョナサン・シェック（佐藤友啓）
- クリスティーナ - オリビア・カルポ（杉山里穂）
- マリベル - ナタリー・ユラ（米倉希代子）